# Olympische Sommerspiele 2016/Teilnehmer (Guatemala)
| Gelbes Symbol für Goldmedaillen mit stilisierten Olympischen Ringen | Graues Symbol für Silbermedaillen mit stilisierten Olympischen Ringen | Braundes Symbol für Bronzemedaillen mit stilisierten Olympischen Ringen |
| ------------------------------------------------------------------- | --------------------------------------------------------------------- | ----------------------------------------------------------------------- |
| —                                                                   | —                                                                     | —                                                                       |

Guatemala nahm an den Olympischen Spielen 2016 in Rio de Janeiro teil.
Insgesamt traten 21 Athleten in 10 verschiedenen Sportarten für Guatemala an.

## Teilnehmer nach Sportarten

### Badminton
| Athleten     | Wettbewerb | Gruppenphase   | Gruppenphase              | Gruppenphase  | Gruppenphase  | Achtelfinale  | Achtelfinale  | Viertelfinale | Viertelfinale | Halbfinale    | Halbfinale    | Finale        | Finale        | Rang          |
| Athleten     | Wettbewerb | Gegner         | Ergebnis                  | Punkte        | Rang          | Gegner        | Ergebnis      | Gegner        | Ergebnis      | Gegner        | Ergebnis      | Gegner        | Ergebnis      | Rang          |
| ------------ | ---------- | -------------- | ------------------------- | ------------- | ------------- | ------------- | ------------- | ------------- | ------------- | ------------- | ------------- | ------------- | ------------- | ------------- |
| Männer       |            |                |                           |               |               |               |               |               |               |               |               |               |               |               |
| Kevin Cordon | Einzel     | Adrian Dziółko | 1:2 (21:18, 10:21, 13:21) | zurückgezogen | zurückgezogen | zurückgezogen | zurückgezogen | zurückgezogen | zurückgezogen | zurückgezogen | zurückgezogen | zurückgezogen | zurückgezogen | zurückgezogen |

### Gewichtheben
| Athleten          | Wettbewerb       | Reißen  | Reißen | Stoßen  | Stoßen | Zweikampf | Zweikampf | Rang |
| Athleten          | Wettbewerb       | Gewicht | Rang   | Gewicht | Rang   | Gewicht   | Rang      | Rang |
| ----------------- | ---------------- | ------- | ------ | ------- | ------ | --------- | --------- | ---- |
| Männer            |                  |         |        |         |        |           |           |      |
| Edgar Pineta Zeta | Klasse bis 56 kg | 108     | 15     | 143     | 10     | 251       | 10        | 10   |

### Judo
| Athleten   | Wettbewerb | 1. Runde       | 1. Runde    | 2. Runde      | 2. Runde      | Viertelfinale | Viertelfinale | Halbfinale / Trostrunde | Halbfinale / Trostrunde | Finale / Platz 3 | Finale / Platz 3 | Rang |
| Athleten   | Wettbewerb | Gegner         | Ergebnis    | Gegner        | Ergebnis      | Gegner        | Ergebnis      | Gegner                  | Ergebnis                | Gegner           | Ergebnis         | Rang |
| ---------- | ---------- | -------------- | ----------- | ------------- | ------------- | ------------- | ------------- | ----------------------- | ----------------------- | ---------------- | ---------------- | ---- |
| Männer     |            |                |             |               |               |               |               |                         |                         |                  |                  |      |
| José Ramos | bis 60 kg  | T. Tsogtbaatar | 000s1:100s1 | ausgeschieden | ausgeschieden | ausgeschieden | ausgeschieden | ausgeschieden           | ausgeschieden           | ausgeschieden    | ausgeschieden    | 33   |

### Leichtathletik
Laufen und Gehen 
| Athleten               | Wettbewerb  | Runde 1 | Runde 1 | Halbfinale | Halbfinale | Finale          | Finale          | Rang            |
| Athleten               | Wettbewerb  | Zeit    | Rang    | Zeit       | Rang       | Zeit            | Rang            | Rang            |
| ---------------------- | ----------- | ------- | ------- | ---------- | ---------- | --------------- | --------------- | --------------- |
| Frauen                 |             |         |         |            |            |                 |                 |                 |
| Mayra Carolina Herrera | 20 km Gehen | –       | –       | –          | –          | disqualifiziert | disqualifiziert | disqualifiziert |
| Mirna Ortiz            | 20 km Gehen | –       | –       | –          | –          | 1:35:11 h       | 30              | 30              |
| Maritza Poncio         | 20 km Gehen | –       | –       | –          | –          | 1:40:09 h       | 52              | 52              |
| Männer                 |             |         |         |            |            |                 |                 |                 |
| José Amado García      | Marathon    | –       | –       | –          | –          | 2:30:11 h       | 118             | 118             |
| Juan Carlos Trujillo   | Marathon    | –       | –       | –          | –          | 2:20:24 h       | 67              | 67              |
| Erick Barrondo         | 20 km Gehen | –       | –       | –          | –          | 1:27:01 h       | 50              | 50              |
| Jose Maria Raymundo    | 20 km Gehen | –       | –       | –          | –          | 1:29:07 h       | 56              | 56              |
| Mario Alfonso Bran     | 50 km Gehen | –       | –       | –          | –          | 4:15:14 h       | 41              | 41              |
| Jaime Quiyuch          | 50 km Gehen | –       | –       | –          | –          | disqualifiziert | disqualifiziert | disqualifiziert |

### Moderner Fünfkampf
| Athleten          | Fechten   | Fechten | Schwimmen   | Schwimmen | Reiten  | Reiten | Combined     | Combined | Punkte | Rang |
| Athleten          | Bilanz    | Punkte  | Zeit        | Punkte    | Zeit    | Punkte | Zeit         | Punkte   | Punkte | Rang |
| ----------------- | --------- | ------- | ----------- | --------- | ------- | ------ | ------------ | -------- | ------ | ---- |
| Frauen            |           |         |             |           |         |        |              |          |        |      |
| Isabel Brand      | 14:21(+0) | 184     | 2:22,57 min | 273       | 72,88 s | 293    | 12:54,11 min | 526      | 1276   | 20   |
| Männer            |           |         |             |           |         |        |              |          |        |      |
| Charles Fernández | 19:16(+0) | 214     | 2:03,18 min | 331       | 80,58 s | 271    | 11:21,49 min | 619      | 1435   | 15   |

### Radsport

#### Straße
| Athleten           | Wettbewerb    | Zeit        | Rang        |
| ------------------ | ------------- | ----------- | ----------- |
| Männer             |               |             |             |
| Manuel Rodas Ochoa | Straßenrennen | abgebrochen | abgebrochen |

### Schießen
| Athleten     | Wettbewerb | Qualifikation   | Qualifikation | Finale          | Finale        | Ringe/ Scheiben | Rang |
| Athleten     | Wettbewerb | Ringe/ Scheiben | Rang          | Ringe/ Scheiben | Rang          | Ringe/ Scheiben | Rang |
| ------------ | ---------- | --------------- | ------------- | --------------- | ------------- | --------------- | ---- |
| Männer       |            |                 |               |                 |               |                 |      |
| Enrique Brol | Doppeltrap | 133             | 10            | ausgeschieden   | ausgeschieden | 133             | 10   |
| Hebert Brol  | Doppeltrap | 116             | 20            | ausgeschieden   | ausgeschieden | 116             | 20   |

### Schwimmen
| Athleten               | Wettbewerb          | Vorlauf     | Vorlauf | Halbfinale    | Halbfinale    | Finale        | Finale        | Rang |
| Athleten               | Wettbewerb          | Zeit        | Rang    | Zeit          | Rang          | Zeit          | Rang          | Rang |
| ---------------------- | ------------------- | ----------- | ------- | ------------- | ------------- | ------------- | ------------- | ---- |
| Frauen                 |                     |             |         |               |               |               |               |      |
| Valerie Gruest Slowing | 400 m Freistil      | 4:19,58 min | 29      | –             | –             | ausgeschieden | ausgeschieden | 29   |
| Männer                 |                     |             |         |               |               |               |               |      |
| Luis Martínez          | 100 m Schmetterling | 52,22 s     | 19      | ausgeschieden | ausgeschieden | ausgeschieden | ausgeschieden | 19   |

### Segeln
Fleet Race
| Athleten            | Wettbewerb | Qualifikation | Qualifikation | Medal Race | Medal Race | Punkte | Rang |
| Athleten            | Wettbewerb | Punkte        | Rang          | Punkte     | Rang       | Punkte | Rang |
| ------------------- | ---------- | ------------- | ------------- | ---------- | ---------- | ------ | ---- |
| Männer              |            |               |               |            |            |        |      |
| Juan Ignacio Maegli | Laser      | 103           | 8             | 14         | 7          | 117    | 8    |

### Turnen

#### Gerätturnen
| Athleten        | Wettbewerb       | Qualifikation    | Qualifikation    | Finale           | Finale           | Rang             |
| Athleten        | Wettbewerb       | Punkte           | Rang             | Punkte           | Rang             | Rang             |
| --------------- | ---------------- | ---------------- | ---------------- | ---------------- | ---------------- | ---------------- |
| Frauen          |                  |                  |                  |                  |                  |                  |
| Ana Sofía Gómez | Sprung           | nicht angetreten | nicht angetreten | nicht angetreten | nicht angetreten | nicht angetreten |
| Ana Sofía Gómez | Stufenbarren     | 13.766           | 51               | ausgeschieden    | ausgeschieden    | 51               |
| Ana Sofía Gómez | Schwebebalken    | 13.400           | 47               | ausgeschieden    | ausgeschieden    | 47               |
| Ana Sofía Gómez | Boden            | 12.900           | 62               | ausgeschieden    | ausgeschieden    | 62               |
| Ana Sofía Gómez | Mehrkampf Einzel | 54.832           | 32               | ausgeschieden    | ausgeschieden    | 32               |